# Michail Kolesnikov
Michail Viktorovič Kolesnikov (in russo Михаил Викторович Колесников?, traslitterazione anglosassone Mikhail Viktorovich Kolesnikov; 8 settembre 1966) è un ex calciatore sovietico e russo, di ruolo centrocampista o attaccante.

## Carriera

### Club
Di professione agente di polizia, legò quasi esclusivamente la propria carriera al CSKA Mosca, esordendo in Vysšaja Liga nel corso della stagione 1984. Militò nella squadra dell'esercito di Mosca per undici stagioni consecutive (salvo una parentesi allo Spartak Mosca nella prima metà della stagione 1994) vincendo, l'edizione 1990-1991 della Coppa dell'URSS e l'ultima edizione della Vysšaja Liga sovietica.

### Dopo il ritiro
Ritiratosi dal calcio giocato nel 1994, Kolesnikov ha proseguito la propria carriera in polizia arrivando a detenere il grado di ispettore. A quest'attività affianca inoltre quella di dirigente della squadra di hockey su ghiaccio HC MVD.

## Statistiche

### Presenze e reti nei club
| Stagione | Squadra       | Campionato   | Campionato | Campionato |
| Stagione | Squadra       | Comp         | Pres       | Reti       |
| -------- | ------------- | ------------ | ---------- | ---------- |
| 1983     | CSKA Mosca    | Vysšaja Liga | -          | -          |
| 1984     | CSKA Mosca    | Vysšaja Liga | 12         | 1          |
| 1985     | CSKA Mosca    | Pervaja Liga | 36         | 13         |
| 1986     | CSKA Mosca    | Pervaja Liga | 40         | 2          |
| 1987     | CSKA Mosca    | Pervaja Liga | 23         | -          |
| 1988     | CSKA Mosca    | Pervaja Liga | 37         | 6          |
| 1989     | CSKA Mosca    | Pervaja Liga | 35         | 2          |
| 1990     | CSKA Mosca    | Vysšaja Liga | 18         | 2          |
| 1991     | CSKA Mosca    | Vysšaja Liga | 28         | 2          |
| 1992     | CSKA Mosca    | Premjer-Liga | 15         | -          |
| 1993     | CSKA Mosca    | Premjer-Liga | 7          | -          |
| 1994     | Spartak Mosca | Premjer-Liga | -          | -          |
| 1994     | CSKA Mosca    | Premjer-Liga | 2          | -          |

## Palmarès
- Campionato sovietico: 1

CSKA Mosca: 1991
- Coppa dell'URSS: 1

CSKA Mosca: 1990-1991